# Новое Грязное
Новое Грязное — село в Сосновском районе Тамбовской области России. Административный центр Грязновского сельсовета.

## География
Новое Грязное расположен в пределах Окско-Донской равнине, у реки Грязнушка.
Климат
Находится, как и весь район, в умеренном климатическом поясе, и входит в состав континентальной климатической области Восточно-Европейской Равнины. В среднем, в год выпадает от 350 до 450 мм осадков. Весной, летом и осенью преобладают западные и южные ветра, зимой — северные и северо-восточные. Средняя скорость ветра 4-5 м/с.

## Население
| 2010 |
| ---- |
| 551  |

## Инфраструктура
Филиал МБОУ Сосновской средней общеобразовательной школы № 2 в селе Новое Грязное.

## Транспорт
Автодорога «Сосновка-Новое Грязное» протяжённостью 11 км.
Остановка общественного транспорта «Гражданская улица».